# Конкуренція (біологія)
Конкуре́нція — тип міжвидових і внутрішньовидових взаємовідносин, за якого популяція, або особини у боротьбі за харчування, місця проживання та інші необхідні для життя умови, негативно впливають один на одного. Якщо конкуруючі організми належать до одного виду, то взаємовідносини між ними називають внутрішньовидовою конкуренцією, якщо ж вони належать до різних видів, то їх взаємовідносини називають міжвидовою конкуренцією. Виділяють також пряму та непряму конкуренції.

## Дослідження конкуренції
Еволюція кожної окремої популяції відбувалася у взаємодії з іншими популяціями, з якими вони утворювали певні угруповання. Одновидове угруповання може існувати лише в ідеальній ізоляції від зовнішнього світу і, мабуть, не довго. Життєвий потенціал виду, який дожив до наших днів, сформувався в процесі тривалої міжвидової боротьби за існування. Конкурентні відносини є одним з найважливіших механізмів регулювання видового складу кожного угруповання, просторового розміщення видів та їх чисельності.
Американські вчені Е. Піанка (1981), А. Лотка (1922) і В. Вольтерра (1926, 1931) були першими, хто розробив порівняно міцну, хоч і дуже спрощену, теоретичну основу вивчення конкуренції. Між рослинами і тваринами існують дві відміни, які мають велике значення для вивчення конкуренції. По-перше, лише в незначної кількості рослин період генерації триває менше року, тому у багатьох випадках ботаніки не мають можливості здійснювати тривалі експерименти, які б дали змогу продемонструвати конкурентне виключення. По-друге, на ріст і виживання рослин великий вплив мають різноманітні умови, в яких вони живуть. Наприклад, в умовах великої скупченості ріст рослин сповільнюється, і вони не досягають повного розвитку, хоч і можуть продукувати насіння. На відміну від цього популяції тварин звичайно відповідають на перенаселеність підвищенням смертності і затримкою росту.
Г. Ф. Гаузе першому вдалося в лабораторії створити умови для співіснування двох подібних видів, правда, використовуючи одне і те ж поживне середовище. Згодом аналогічні дослідження Г. Ф. Гаузе здійснив і з борошняними хрущаками. Ці дрібні жуки весь свій життєвий цикл можуть завершити у банці з борошном. Коли в це однорідне середовище помістили два різних види хрущаків, то виявилося, що один з них успішно розвивається, витіснивши іншого. Таким чином був відкритий принцип конкурентного виключення.
Англійський еколог Д. Лек (1971) описав співіснування п'яти видів синиць у широколистяних лісах поблизу Оксфорда і дійшов висновку, що протягом більшої частини року вони відокремлені через розділеність їхніх кормових ділянок, відмінність у розмірах комах і міцність насіння, яким вони живляться. Екологічна відокремленість пов'язана з відмінністю в масі синиць, розмірах і формі дзьоба. Незважаючи на подібність синиць, кожний вид по-різному використовує свої кормові ресурси.
М. Бігон, Дж. Харпер і К. Таунсенд (1991) подають три можливі варіанти пояснення такого співіснування видів. Перше базується на так званій «поточній конкуренції» (curent competition). Наприклад, синиці є конкуруючими видами і їх співіснування є наслідком роздільності екологічних ніш. Однак у випадку відсутності конкурента вони можуть розширити свої ніші, тобто освоювати фундаментальні ніші.
Друге — це еволюційно зумовлене уникання конкуренції, яке Коннел (Connell, 1980) назвав «привидом конкурентного минулого». П'ять згаданих вище видів синиць вже давно «притерлися» між собою, і їх конкуренція залишилася в далекому еволюційному минулому. Їхні фундаментальні екологічні ніші вже давно перекриваються.
Третім поясненням є те, що в ході своєї еволюції ці види синиць по-різному і незалежно один від одного реагували на природний відбір, оскільки це різні види, які мають різні ознаки. Однак вони не конкурують у даний момент і ніколи не конкурували в минулому, тому що просто виявились різними.
Основою для спостережень конкурентних відносин можуть служити три пробні моделі, які описують:
1. недосконалу конкуренцію, коли міжвидова конкуренція є лімітуючим фактором, але не веде до повної елімінації (усунення) одного з конкурентів з арени взаємодії;
2. досконалу конкуренцію, описану моделями Гаузе і Лотки-Вольтерра, коли один вид поступово елімінується в процесі конкуренції за загальний ресурс;
3. наддосконалу конкуренцію, коли ефект пригнічення дуже сильний і проявляється негайно, наприклад, під час виділення антибіотиків або при алелопатії. Наочним прикладом такої «надсильної» конкуренції може бути також хижацтво[3].

## Внутрішньовидова конкуренція
Внутрішньовидова конкуренція — це суперництво між особинами одного виду за життєво важливі ресурси. Така конкуренція може зменшувати виживання і плодючість тварин. Приклади конкуренції: взаємне затінення рослин, боротьба за самку, боротьба за територію (в територіальних тварин).
Розрізняють три основні ознаки внутрішньовидової конкуренції:
- Ресурс, за який особини борються, має бути обмеженим.
- Конкуруючі особини одного і того ж виду не є рівноцінними. Наприклад, сильний ранній росток може затіняти низькорослий екземпляр, який з'явився раніше.
- Чим більша щільність популяції, тим сильніша конкуренція.

Всі ці ознаки внутрішньовидової конкуренції, виявлені в процесі довготривалих спостережень в природі і лабораторіях, підтверджують думку Ч. Дарвіна про гостроту боротьби за існування, оскільки вона не тільки постійно загрожує життю багатьох особин, але й призводить до повної загибелі популяції через загальне пригнічення усіх особин.

## Міжвидова конкуренція
Для кращого розуміння міжвидової конкуренції варто зупинитися на таких поняттях, як співіснування і конкурентне виключення, екологічне заміщення видів, екологічна компресія і вивільнення, співіснування і розподіл ресурсів, а також еволюційна дивергенція.

### Співіснування і конкурентне виключення
Спостерігаючи за життям рослинного і тваринного світу, ми частіше стаємо свідками співіснування видів, а не їх боротьби за існування. Насправді це далеко не так: конкурентна боротьба за використання ресурсів, а отже, за існування точиться безперервно, але в природі вона не так помітна, як в умовах лабораторії.
Результати лабораторних експериментів з конкуренції привели до формулювання принципу конкурентного виключення, який ще називають законом Гаузе: два види не можуть співіснувати, якщо вони залежать від одного і того ж лімітуючого середовища. Підкреслюємо — лімітуючого середовища, оскільки лише ті ресурси, які лімітують ріст популяції, можуть створювати основу конкуренції.

### Екологічне заміщення видів
Приклад Г. Ф. Гаузе з борошняним хрущаком дає можливість простежити ще одне цікаве явище — екологічне заміщення видів. Коли два види цього жука (T.costaneum і T.coninsum) вирощувати разом у пшеничному борошні, то при невисокій температурі і низькій вологості T.costaneum витісняє T.coninsum, а в теплому і вологому середовищі T.costaneum сам виявляється витісненим. Отже, вид може проявити конкурентну здатність в субоптимальних умовах; наслідок конкуренції не залежить від того, як функціонує даний вид в умовах відсутності конкуренції, а визначається відносною продуктивністю видів при сумісному вирощуванні. На користь такого висновку свідчить той факт, що вид, який перемагав у конкуренції при будь-яких поєднаннях температури і вологості, не завжди виявлявся найпродуктивнішим, коли його вирощувати в ізоляції при тих же умовах.
Конкуренція пов'язана зі специфічною взаємодією між видами, яка рідко проявляється при окремому спостереженні за кожним з них. Прикладом цього явища може служити сумісне і роздільне зростання двох видів дуба — звичайного та скельного. В свіжих типах можна побачити ці два види поряд, в сухих типах, особливо з кам'янистою підстилаючою породою, дуб звичайний заміщається дубом скельним.

### Екологічне вивільнення й екологічна компресія
Ці явища, протилежні за своїм змістом. Екологічне вивільнення полягає в усуненні конкурента і одержанні таким чином додаткових ресурсів. Чимало прикладів екологічного вивільнення одержано лісниками, які вивчали вплив рубок догляду на формування якісної деревини. Вилучаючи особини, які відстали в рості, а також «небажані» види, створюються сприятливі умови (освітлення, вологості, мінеральної поживи) для «бажаних» видів.
Екологічна компресія зумовлена введенням конкурента. Явища екологічної компресії часто спостерігаються на віддалених від материка островах з їх обмеженим видовим складом як рослин, так і тварин. Коли сюди потрапляють види, які були витіснені з материка, вони швидко адаптуються до нових умов місцезростання з незначною різноманітністю конкурентів і швидко поширюються (кролі і кактуси в Австралії).

### Співіснування і розподіл ресурсів
Математичний аналіз міжвидової конкуренції свідчить, що якщо даний вид обмежує своєю чисельністю популяції іншого виду, і навпаки, то між такими двома видами можливе співіснування. Ці умови виконуються у тому випадку, якщо кожний вид використовує різні ресурси. Відомо, що види уникають екологічного перекриття, розподіляючи між собою наявні ресурси відповідно до їх розмірів і форми, хімічного складу, місця, де вони трапляються, а також їх сезонності.
Як бачимо, наслідок конкуренції значною мірою залежить від того, як конкуруючі види використовують (вдало чи невдало) надзвичайно неоднорідне середовище, яке переважно складається з окремих ділянок («плям») зі сприятливими і несприятливими умовами. Стійкість до несприятливих умов дає можливість окремим видам знаходити поживу в той час, коли інші гинуть. Конкуруючі види, як правило, не трапляються в одному місцезростанні і поділяють між собою не лише кормові ресурси, але й простір. Наприклад, кожен із п'яти видів піснярів-лісовиків (Dendroica), які гніздяться в штаті Мен, годується на різних частинах дерев і характеризується деякими відмінностями відшукування комах серед гілок і листя.
Важливим засобом «заспокоєння» лімітуючої конкуренції, яка врешті-решт переходить у співіснування, є кормова спеціалізація, яка часто базується на розмірах жертви: більший хижак поїдає більшу жертву, менший — меншу.

### Еволюційна дивергенція
При співіснуванні подібних видів міжвидова конкуренція сприяє розвиткові екологічної дивергенції (роз'єднання), яка зменшує можливості перекриття під час використання ресурсів. При неповному перекритті ареалів двох видів міжвидова конкуренція впливає на еволюцію у зоні перекриття, але не в інших місцях.
Диференційне розмноження і диференційне виживання, зумовлені міжвидовою конкуренцією, призводять до екологічної дивергенції видів, між котрими точиться інтенсивна конкуренція. Якщо розміри жертви, яку вживають три види, одного діапазону, то вид, який має середні розміри, пристосовується до її поїдання.
Про еволюційну дивергенцію можна говорити в тих випадках, коли вид у присутності конкурента виявляє зовнішні ознаки або особливості поведінки, які відрізняються від таких в умовах відсутності конкуренції. Це явище, яке називають зміщенням ознак (наприклад, різні розміри дзьоба), ще раз свідчить, що конкуренція може зумовити еволюційну дивергенцію.
Конкурентне виключання й еволюційна дивергенція зменшують міжвидову конкуренцію, забезпечуючи тим самим ефективне використання ресурсів і підтримку загального потоку енергії та поживних речовин в екосистемі на найвищому рівні, який лише можливий при даному складі угруповання.